# Psammoecus delicatus
Psammoecus delicatus es una especie de coleóptero de la familia Silvanidae.

## Distribución geográfica
Se encuentra en Sri Lanka.